# Histoire du budget de l'État français

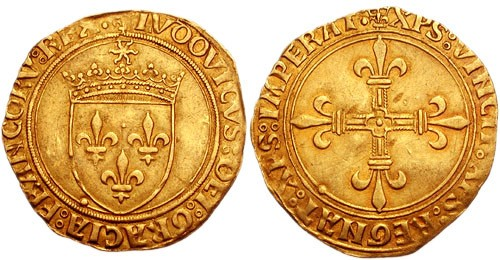
Écu de Louis XII

 (juillet 2017).
Si vous disposez d'ouvrages ou d'articles de référence ou si vous connaissez des sites web de qualité traitant du thème abordé ici, merci de compléter l'article en donnant les références utiles à sa vérifiabilité et en les liant à la section « Notes et références ».

L’histoire du budget de l’État français retrace l’évolution des recettes et des dépenses publiques de la France depuis l’Ancien Régime jusqu’à nos jours. Le budget de l’État est le document qui prévoit et autorise les ressources et les charges de l’État pour une année civile. Il reflète les choix politiques et économiques du gouvernement et est voté par le Parlement. Le budget de l’État français a connu des transformations importantes durant son histoire, en fonction des contextes historiques, des régimes politiques, des besoins sociaux et des contraintes financières. Il a notamment dû faire face à plusieurs guerres, à des crises économiques, à la montée des dépenses sociales et à l’endettement public. Il a également dû s’adapter aux évolutions institutionnelles, comme la décentralisation, la construction européenne ou la réforme de l’État.

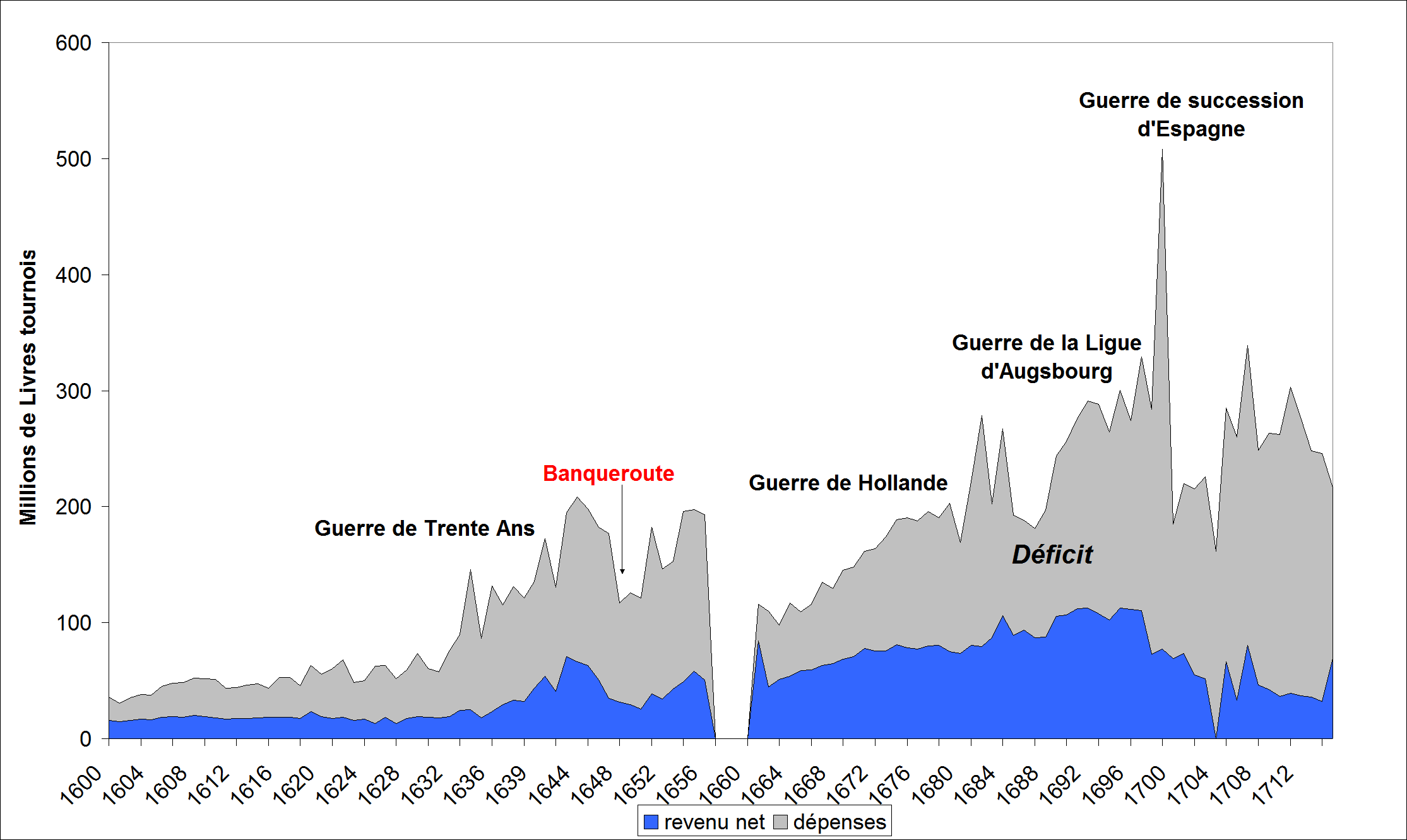
Évolutions des recettes et dépenses de la monarchie française de 1600 à 1715 en millions de livres tournois.

## Budget royal sous L'Ancien Régime
Sous l'Ancien Régime, le budget de l'État était confondu avec les dépenses du roi (on parle du « trésor royal »). Le budget de l'État et son financement étaient loin d'être uniformément répartis sur le territoire.
D'abord, l'unité du royaume n'empêchait pas chaque province, chaque ville, chaque corporation d'avoir ses propres lois et coutumes, y compris dans le domaine budgétaire et fiscal. Aux particularismes locaux conservés lors de l'inclusion dans le royaume s'étaient ajouté des privilèges acquis, souvent à perpétuité, en récompense d'actions (militaires ou civiles, voire privées) ou même acquis à titre onéreux (les rois impécunieux ayant souvent vendu des exonérations, totales ou partielles, d'impôts). Cette situation conduisait à une exubérance fiscale étonnante, avec une grande variété de bénéficiaires de taxes (le roi, un ou plusieurs seigneurs locaux, le gouverneur de province, la commune, l'église…), de mode de perception, d'assiette, de taux, de conditions, d'exonérations, etc. Parmi les impôts existant à peu près partout sur le territoire, on peut citer : 
- la taille, impôt destiné à l'entretien de l'armée professionnelle du roi, en remplacement du service militaire ;
- la dîme, perçue par l'Église ;
- la gabelle, un impôt sur le sel, très variable selon les provinces ;
- l'octroi, sorte de douane intérieure, redevance commerciale payée à l'entrée des villes et provinces, ou pour le franchissement de ponts, qui ne disparaîtra en France qu'en 1943.

D'autre part et sur le plan de la technique comptable, jusqu'en 1789, aucun compte n'était tenu de façon officielle, qui permette d'évaluer les recettes et les dépenses de l'État. Il y avait bien eu quelques tentatives, mais aucune n'avait débouché. On dépensait « à l'œil » et les revenus n'étaient pas réguliers. La comptabilité « en partie double » n'a d'ailleurs été adoptée qu'en 2001.

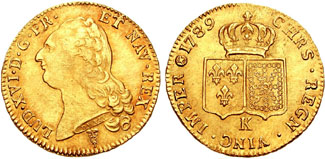
Double louis de Louis XVI - (période royale)

Sous l'Ancien Régime, les principaux postes de dépense de l'État sont les dépenses d'ordre militaire (construction navale, fortifications, équipements des armées, etc.), les dépenses de la cour (qui représente environ 18 % du budget de la monarchie dans la seconde moitié du XVIIIe siècle), les dépenses de charité, et le remboursement de la dette, qui pèse déjà très lourd au Moyen Âge, et qui, à la veille de la Révolution française, représentera un gouffre pour 42 % des recettes de l'État. Attention toutefois : cette somme inclut aussi les remboursements du capital des emprunts souscrits, alors que le budget moderne ne fait apparaître que les paiements des intérêts ; par comparaison, la France de 2007 rembourse, capital et intérêt, environ 50 % de ses recettes (70 milliards de capital et 40 d'intérêt, contre moins de 230 de recette) ; pour l'instant sans banqueroute ni révolution. C'est la raison pour laquelle, dès l'époque de la Révolution française, on a pu dire que Louis XVI avait fait une grave erreur en voulant traiter un problème financier assez banal par une solution politique et fiscale, et que ce faisant il avait lancé la machine qui l'a finalement broyé ; mais sans système comptable efficace, le roi ne savait pas ce qu'il faisait.

## Le Budget national après la Révolution française
La Révolution française provoque de grands changements dans les recettes de l’État.

## Le budget de L'État moderne
L'article 14 de la Déclaration des droits de l'homme et du citoyen affirme le principe du consentement de la Nation à l'impôt : « tous les citoyens ont le droit de constater par eux-mêmes ou par leurs représentants, la nécessité de la contribution publique, de la consentir librement, d'en suivre l'emploi, et d'en déterminer la quotité, l'assiette, le recouvrement et la durée ». 
Cette disposition qui, depuis l'Antiquité, définit les peuples libres par opposition aux peuples tributaires ou asservis, a en France une origine immémoriale. En effet, ni les rois, ni le clergé, ni les seigneurs n'avaient le pouvoir d'augmenter ou de lever de nouveaux impôts, sans avoir préalablement obtenu le consentement du peuple en réunissant les États généraux afin qu'ils décident du montant global levé, de son assiette et de sa répartition. Cette fonction de consentir à l'impôt est depuis 1789 à l'origine de l'existence de l'institution parlementaire.